# 65535
65535（六万五千五百三十五、ろくまんごせんごひゃくさんじゅうご）は、自然数また整数において、65534の次で65536の前の数である。

## 性質
- 65535は合成数であり、約数は1,3,5,15,17,51,85,255,257,771,1285,3855,4369,13107,21845,65535。約数の和は111456。

## その他65535に関連すること
- 2^16-1=65535であり、すなわち16bit符号なし整数で表せる一番大きな数字である。そのため情報分野において頻繁に見られる
- ポート (コンピュータネットワーク)番号は16bitであるためポート番号の範囲は0〜65535番
- アニメ「16bitセンセーション ANOTHER LAYER」のオープニングテーマ